# KTS Tarnobrzeg 2016/2017
Sezon 2016/17 KTS Siarka – ZOT Tarnobrzeg
W sezonie 2016/17 KTS Siarka – ZOT Tarnobrzeg uczestniczył w rozgrywkach polskiej Ekstraklasy, zdobywając po raz 26. tytuł Drużynowego Mistrza Polski oraz w rozgrywkach European Champions League Woman (Liga Mistrzyń ETTU), gdzie ostatecznie po raz drugi z rzędu dotarł do finału tych rozgrywek. W finale tarnobrzeskie tenisistki, podobnie jak rok wcześniej, zostały pokonane przez drużynę TTC Berlin Eastside.

## Kadra zespołu
| KTS Siarka – ZOT Tarnobrzeg | KTS Siarka – ZOT Tarnobrzeg | KTS Siarka – ZOT Tarnobrzeg |
| Nazwisko i imię             | Narodowość                  | Data urodzenia              |
| --------------------------- | --------------------------- | --------------------------- |
| Stefańska Kinga (kapitan)   | Polska                      | 22 stycznia 1980            |
| Li Qian                     | Polska                      | 30 lipca 1986               |
| Han Ying                    | Niemcy                      | 29 kwietnia 1983            |
| Pawłowicz Wiktoria          | Białoruś                    | 8 maja 1978                 |
| Todorovic Andrea            | Serbia                      | 21 października 1992        |
| Szczepanik Julia            | Polska                      | 23 marca 2004               |

Zbigniew Nęcek (trener od 1 czerwca 1987 roku), Karolina Stec-Cybruch (fizjoterapeutka).

## Ekstraklasa

### Runda zasadnicza
| KTS Tarnobrzeg w rozgrywkach Ekstraklasy w sezonie 2016/2017 | KTS Tarnobrzeg w rozgrywkach Ekstraklasy w sezonie 2016/2017 | KTS Tarnobrzeg w rozgrywkach Ekstraklasy w sezonie 2016/2017 | KTS Tarnobrzeg w rozgrywkach Ekstraklasy w sezonie 2016/2017 | KTS Tarnobrzeg w rozgrywkach Ekstraklasy w sezonie 2016/2017 | KTS Tarnobrzeg w rozgrywkach Ekstraklasy w sezonie 2016/2017 |
| Kolejka                                                      | Data                                                         | Drużyny                                                      | Wynik                                                        | Uwagi                                                        |                                                              |
| ------------------------------------------------------------ | ------------------------------------------------------------ | ------------------------------------------------------------ | ------------------------------------------------------------ | ------------------------------------------------------------ | ------------------------------------------------------------ |
| 1                                                            | 17 września 2016                                             | MKS JEDYNKA Łódź – KTS Siarka – ZOT Tarnobrzeg               | 0:3                                                          |                                                              |                                                              |
| 2                                                            | 16 września 2016                                             | KTS Siarka – ZOT Tarnobrzeg – UKS CHROBRY Międzyzdroje       | 3:0                                                          |                                                              |                                                              |
| 3                                                            | 18 września 2016                                             | KS BRONOWIANKA Kraków – KTS Siarka – ZOT Tarnobrzeg          | 0:3                                                          |                                                              |                                                              |
| 4                                                            | 1 października 2016                                          | KTS Siarka – ZOT Tarnobrzeg – BEBETTO AZS AJD Częstochowa    | 3:0                                                          |                                                              |                                                              |
| 5                                                            | 8 października 2016                                          | AZS UMCS OPTIMA Lublin – KTS Siarka – ZOT Tarnobrzeg         | 0:3                                                          |                                                              |                                                              |
| 6                                                            | 5 listopada 2016                                             | KTS Siarka – ZOT Tarnobrzeg – KU AZS UE Wrocław              | 3:0                                                          | mecz odbył się w Dębicy                                      |                                                              |
| 7                                                            | 4 października 2016                                          | POLMLEK Lidzbark Warmiński – KTS Siarka – ZOT Tarnobrzeg     | 0:3                                                          |                                                              |                                                              |
| 8                                                            | 27 listopada 2016                                            | KTS Siarka – ZOT Tarnobrzeg – GLKS SCANIA Nadarzyn           | 3:1                                                          |                                                              |                                                              |
| 9                                                            | 10 grudnia 2016                                              | SKTS Sochaczew – KTS Siarka – ZOT Tarnobrzeg                 | 0:3                                                          |                                                              |                                                              |
| 10                                                           | 8 stycznia 2017                                              | KTS Siarka – ZOT Tarnobrzeg – MKS JEDYNKA Łódź               | 3:0                                                          |                                                              |                                                              |
| 11                                                           | 13 stycznia 2017                                             | UKS CHROBRY Międzyzdroje – KTS Siarka – ZOT Tarnobrzeg       | 0:3                                                          |                                                              |                                                              |
| 12                                                           | 7 stycznia 2017                                              | KTS Siarka – ZOT Tarnobrzeg – KS BRONOWIANKA Kraków          | 3:1                                                          |                                                              |                                                              |
| 13                                                           | 12 lutego 2017                                               | BEBETTO AZS AJD Częstochowa – KTS Siarka – ZOT Tarnobrzeg    | 1:3                                                          |                                                              |                                                              |
| 14                                                           | 13 lutego 2017                                               | KTS Siarka – ZOT Tarnobrzeg – AZS UMCS OPTIMA Lublin         | 3:0                                                          |                                                              |                                                              |
| 15                                                           | 26 marca 2017                                                | KU AZS UE Wrocław – KTS Siarka – ZOT Tarnobrzeg              | 1:3                                                          |                                                              |                                                              |
| 16                                                           | 18 marca 2017                                                | KTS Siarka – ZOT Tarnobrzeg – POLMLEK Lidzbark Warmiński     | 3:1                                                          |                                                              |                                                              |
| 17                                                           | 24 marca 2017                                                | GLKS SCANIA Nadarzyn – KTS Siarka – ZOT Tarnobrzeg           | 0:3                                                          |                                                              |                                                              |
| 18                                                           | 30 marca 2017                                                | KTS Siarka – ZOT Tarnobrzeg – SKTS Sochaczew                 | 3:0                                                          |                                                              |                                                              |

| KTS Tarnobrzeg w tabeli Ekstraklasy kobiet w sezonie 2016/17 | KTS Tarnobrzeg w tabeli Ekstraklasy kobiet w sezonie 2016/17 | KTS Tarnobrzeg w tabeli Ekstraklasy kobiet w sezonie 2016/17 | KTS Tarnobrzeg w tabeli Ekstraklasy kobiet w sezonie 2016/17 | KTS Tarnobrzeg w tabeli Ekstraklasy kobiet w sezonie 2016/17 | KTS Tarnobrzeg w tabeli Ekstraklasy kobiet w sezonie 2016/17 | KTS Tarnobrzeg w tabeli Ekstraklasy kobiet w sezonie 2016/17 |
| Lokata                                                       | Drużyna                                                      | Mecze                                                        | Punkty                                                       | Zwycięstwa                                                   | Porażki                                                      | Bilans setów                                                 |
| ------------------------------------------------------------ | ------------------------------------------------------------ | ------------------------------------------------------------ | ------------------------------------------------------------ | ------------------------------------------------------------ | ------------------------------------------------------------ | ------------------------------------------------------------ |
| 1                                                            | KTS Siarka – ZOT Tarnobrzeg                                  | 18                                                           | 36                                                           | 18                                                           | 0                                                            | 54:5                                                         |
| 2                                                            | KU AZS UE Wrocław                                            | 18                                                           | 28                                                           | 14                                                           | 4                                                            | 45:25                                                        |
| 3                                                            | BEBETTO AZS AJD Częstochowa                                  | 18                                                           | 24                                                           | 12                                                           | 6                                                            | 41:24                                                        |
| 4                                                            | SKTS Sochaczew                                               | 18                                                           | 24                                                           | 12                                                           | 6                                                            | 43:23                                                        |

### Faza Play-off
|  |          |                             |          |                             |          |   |   |                             |       |       |       |       |
|  | Półfinał | Półfinał                    | Półfinał | Półfinał                    | Półfinał |   |   | Finał                       | Finał | Finał | Finał | Finał |
|  | Półfinał | Półfinał                    | Półfinał | Półfinał                    | Półfinał |   |   | Finał                       | Finał | Finał | Finał | Finał |
|  |          |                             |          |                             |          |   |   |                             |       |       |       |       |
|  |          |                             |          |                             |          |   |   |                             |       |       |       |       |
|  | 1        | KTS Siarka – ZOT Tarnobrzeg | 3        | 3                           |          |   |   |                             |       |       |       |       |
|  | 1        | KTS Siarka – ZOT Tarnobrzeg | 3        | 3                           |          |   |   |                             |       |       |       |       |
|  | 4        | SKTS Sochaczew              | 0        | 1                           |          |   |   |                             |       |       |       |       |
|  | 4        | SKTS Sochaczew              | 0        | 1                           |          |   | 1 | KTS Siarka – ZOT Tarnobrzeg | 3     | 3     |       |       |
|  |          |                             |          |                             |          |   | 1 | KTS Siarka – ZOT Tarnobrzeg | 3     | 3     |       |       |
|  |          |                             | 2        | BEBETTO AZS AJD Częstochowa | 0        | 0 |   |                             |       |       |       |       |
|  | 2        | KU AZS UE Wrocław           | 2        | BEBETTO AZS AJD Częstochowa | 0        | 0 | 2 | 1                           |       |       |       |       |
|  | 2        | KU AZS UE Wrocław           |          |                             |          |   |   |                             |       |       |       |       |
|  | 3        | BEBETTO AZS AJD Częstochowa | 3        | 3                           |          |   |   |                             |       |       |       |       |
|  | 3        | BEBETTO AZS AJD Częstochowa | 3        | 3                           |          |   |   |                             |       |       |       |       |
|  |          |                             |          |                             |          |   |   |                             |       |       |       |       |

## Rozgrywki Europejskie

### Liga Mistrzyń
W obecnych rozgrywkach European Champions League Woman występuje 12 drużyn podzielonych na cztery grupy składające się z trzech drużyn. Do ćwierćfinału awansują dwa najlepsze zespoły z każdej grupy. Trzecie miejsce w tabeli jest premiowane awansem w rozgrywkach w Pucharze ETTU.
Grupa A

 TTC Berlin Eastside

 Postas Sport Egyesulet

 TT SAINT QUENTIN
Grupa B

 Linz AG Froschberg

 TuS bad Driburg

 UCAM Cartagena
Grupa C

 Szekszard AC

 ALCL TT Grand-Quevilly

 BURSA BÜYÜKŞEHİR BELEDİYESPOR
Grupa D

 KTS Siarka – ZOT Tarnobrzeg

 Metz TT

 SKST Stavoimpex Hodonin
| 1 | 30 września 2016     | KTS Siarka – ZOT Tarnobrzeg – SKST Stavoimpex Hodonin | 3:1 |
| 2 | 28 października 2016 | Metz TT – KTS Siarka – ZOT Tarnobrzeg                 | 3:1 |
| 3 | 25 listopada 2016    | SKST Stavoimpex Hodonin – KTS Siarka – ZOT Tarnobrzeg | 1:3 |
| 4 | 2 grudnia 2016       | KTS Siarka – ZOT Tarnobrzeg – Metz TT                 | 3:0 |

| Tabela grupy D w rozgrywkach Ligi Mistrzyń ETTU | Tabela grupy D w rozgrywkach Ligi Mistrzyń ETTU | Tabela grupy D w rozgrywkach Ligi Mistrzyń ETTU | Tabela grupy D w rozgrywkach Ligi Mistrzyń ETTU | Tabela grupy D w rozgrywkach Ligi Mistrzyń ETTU | Tabela grupy D w rozgrywkach Ligi Mistrzyń ETTU |
| Lokata                                          | Drużyna                                         | Punkty                                          | Zwycięstwa                                      | Porażki                                         | Bilans meczów                                   |
| ----------------------------------------------- | ----------------------------------------------- | ----------------------------------------------- | ----------------------------------------------- | ----------------------------------------------- | ----------------------------------------------- |
| 1                                               | KTS Siarka – ZOT Tarnobrzeg                     | 7                                               | 3                                               | 1                                               | 10:5                                            |
| 2                                               | Metz TT                                         | 7                                               | 3                                               | 1                                               | 9:5                                             |
| 3                                               | SKST Stavoimpex Hodonin                         | 7                                               | 0                                               | 4                                               | 3:12                                            |

| KTS Tarnobrzeg w rozgrywkach finałowych Ligi Mistrzyń ETTU | KTS Tarnobrzeg w rozgrywkach finałowych Ligi Mistrzyń ETTU | KTS Tarnobrzeg w rozgrywkach finałowych Ligi Mistrzyń ETTU                                          | KTS Tarnobrzeg w rozgrywkach finałowych Ligi Mistrzyń ETTU |
| Runda                                                      | Data                                                       | Drużyny                                                                                             | Wynik                                                      |
| ---------------------------------------------------------- | ---------------------------------------------------------- | --------------------------------------------------------------------------------------------------- | ---------------------------------------------------------- |
| ćwierćfinał                                                | 27 stycznia 2017 10 lutego 2017                            | UCAM Cartagena – KTS Siarka – ZOT Tarnobrzeg – UCAM Cartagena                                       | 3:0 3:0 (lepszy bilans)                                    |
| półfinał                                                   | 10 marca 2017 7 kwietnia 2017                              | Szekszard AC – KTS Siarka – ZOT Tarnobrzeg – Szekszard AC                                           | 1:3 :0                                                     |
| finał                                                      | 5 maja 2017 12 maja 2017.                                  | KTS Siarka – ZOT Tarnobrzeg – TTC Berlin Eastside TTC Berlin Eastside – KTS Siarka – ZOT Tarnobrzeg | 3:2 3:1                                                    |
| Wicemistrzostwo Europy                                     |                                                            | |                                                            |